# Silba combi
Silba combi är en tvåvingeart som beskrevs av Macgowan 2007. Silba combi ingår i släktet Silba och familjen stjärtflugor.
Artens utbredningsområde är Thailand. Inga underarter finns listade i Catalogue of Life.